# بطولة أوروبا للألعاب المائية 1938
بطولة أوروبا للألعاب المائية 1938 هو الموسم الخامس من بطولة أوروبا للألعاب المائية، عقد في الفترة 6–13 أغسطس من 1938، وجرت المنافسات في مدينة لندن، المملكة المتحدة، ونظمت من قبل الاتحاد الأوروبي للسباحة.

## النتائج
| م        | الذهبية | الفضية   | البرونزية |
| -------- | ------- | -------- | --------- |
| الفائزين | ألمانيا | الدنمارك | هولندا    |